# Dance in the Dark
Dance in the Dark è un singolo della cantante statunitense Lady Gaga, pubblicato il 26 luglio 2010 come quarto estratto dal terzo EP The Fame Monster.
Sebbene sia stato pubblicato esclusivamente sul mercato belga e per le radio australiane, Dance in the Dark ha ricevuto ottimi responsi dai critici musicali, che l'hanno definito uno dei più grandi brani dell'EP. Il brano ha anche ricevuto una candidatura ai Grammy Award nella categoria miglior registrazione dance.

## Descrizione
Registrato nei Metropolis Records di Londra nel 2009, Dance in the Dark è ispirato ad un dialogo tra due ragazzi soli in un letto. Gaga ha dichiarato che «il brano parla di una ragazza che preferisce fare sesso con le luci spente perché prova imbarazzo nel mostrare il proprio corpo». Ha inoltre spiegato che si è imbattuta in donne del genere mentre lavorava al MAC AIDS Fund, e che quel brano non riguarda la libertà, ma piuttosto la certezza che Gaga avesse capito i loro sentimenti. La cantante ha inoltre spiegato che il brano può anche essere interpretato come la «paura del giudizio».
Il brano comincia con un'introduzione elettropop, seguita da un intermezzo parlato, nel quale Lady Gaga pronuncia i nomi di diverse celebrità che hanno incontrato una fine tragica, come Marilyn Monroe, Judy Garland, Sylvia Plath e Diana Spencer.

## Pubblicazione
Inizialmente Dance in the Dark doveva essere pubblicato come singolo dopo Telephone, ma Gaga ha preferito pubblicare Alejandro al suo posto. Il 26 luglio 2010 il brano è stato lanciato promozionalmente esclusivamente per le radio australiane. Nonostante sia stata pubblicata solo nel territorio australiano, Dance in the Dark è riuscita a classificarsi nona nella classifica ungherese, ottantanovesima in quella inglese e ottantottesima in quella canadese grazie alle vendite digitali effettuate nella settimana di pubblicazione di The Fame Monster.
Il singolo è stato comunque pubblicato esclusivamente in Belgio per il download digitale.

## Accoglienza

Lady Gaga esegue Dance in the Dark come brano d'apertura del The Monster Ball Tour

Bill Lamb di About.com ha lodato il brano con queste parole: «Imponendosi come un'epica, tragica canzone pop, Dance in the Dark sconvolge davvero, così tetra e coraggiosa, grazie a un ritornello che è uno dei migliori in assoluto nel repertorio di Gaga. È questo il tipo di musica pop che preferisco, in quanto sembra contenere diversi livelli. Il ritmo colpisce al primo colpo, e questo solo basta a farti godere il brano nella sua bellezza, ma la melodia richiede gentilmente di agguantare i vostri compagni prima che Gaga penetri facilmente e vi sconvolga sino a condurvi nel paradiso del pop». Evan Snadler ha commentato Dance in the Dark insieme a Monster sono "deliziosamente sporche e bellissime". Michael Hubbard ha fatto moltissimi complimenti per la canzone grazie al coro monumentale di sottofondo.

## Tracce
Testi e musiche di Lady Gaga e Fernando Garibay.
1. Dance in the Dark – 4:48

## Classifiche
| Classifica (2010) | Posizione massima |
| ----------------- | ----------------- |
| Australia         | 24                |
| Belgio (Fiandre)  | 33                |
| Belgio (Vallonia) | 48                |
| Canada            | 88                |
| Regno Unito       | 89                |
| Repubblica Ceca   | 10                |
| Russia            | 62                |
| Slovacchia        | 6                 |
| Stati Uniti       | 122               |
| Ucraina           | 35                |
| Ungheria          | 9                 |

## Cover
Nel 2020 la cantante giapponese Rina Sawayama ha reinterpretato Dance in the Dark come parte della serie Spotify Singles venendo reso disponibile unicamente per lo streaming attraverso Spotify. È stato in seguito inserito nella lista tracce dell'EP Sawayama Remixed dell'artista.